# نیتروارگینین
نیتروارگینین (به انگلیسی: Nitroarginine) با فرمول شیمیایی C6H13N5O4 یک ترکیب شیمیایی با شناسه پاب‌کم 6432248 است. که جرم مولی آن ۲۱۹٫۲۰ گرم بر مول می‌باشد. 